# Мамедов, Тахир Идаят оглы
Тахир (Таир) Идаят оглы Мамедов (род. 1 марта 1946, Баку) — азербайджанский художник и фотограф. Профессор Азербайджанской государственной академии художеств. Заслуженный художник Азербайджана (2002).

## Биография
Родился 1 марта 1946 года в Баку. В 1967 году окончил Азербайджанское государственное художественное училище имени Азима Азимзаде. В 1976 году окончил Азербайджанский государственный художественный институт. 
Член Союза художников Азербайджана (с 1979 года).

## Творчество
Первая персональная выставка Таира Мамедова была организована в 1981 году московским журналом «Юность». 
В 1992 году на международной выставке «Cite International Dez Arts» в Париже также состоялась персональная выставка.
Кроме того, персональные выставки Тахира Мамедова были проведены в США в 1991 году, в Париже в 1992, 2003 и 2011 годах, в Бельгии в 2005 году и в Москве в 2010, 2012 и 2013 годах. 
Занял первое место на I и II Международных фотоконкурсах «Традиция и современность».
Его работы хранятся в Третьяковской галерее, Музее Востока, Фонде художественных выставок, галерее Эдмона Розенфельда в Париже, выставочном зале «ARTS Turnelle» и в частных коллекциях в США, Германии, Японии и Турции.
Является автором первой книги по художественной фотографии в Азербайджане. 
15 декабря 2024 года состоялась презентация книги о творчестве Тахира Мамедова. В книге представлены художественные работы (репродукции) и фотографии.
На декабрь 2024 года проведено 25 выставок за рубежом. Всего проведено около 200 выставок художника.

## Награды
- Орден «Труд» III степени (16 октября 2021, за заслуги в развитии азербайджанской культуры) [7].
- Заслуженный художник Азербайджана (30 мая 2002, за заслуги в развитии изобразительного искусства Азербайджана)[8]
- Национальная премия «Хумай» (2004)
- Премия «Султан Мухаммед» (2001)
- Диплом Академии художеств СССР (1992)

## Семья
- Жена: Наиля Исмаилова — искусствовед и научный сотрудник, заведующая отделом фонда в Азербайджанской государственной картиной галерее.
- Сын: Риад Мамедов (1989) — музыкант.